# Tang (Baoding)
Tang (en chino simplificado, 唐县; pinyin, Táng xiàn) es un condado bajo la administración directa de la ciudad-prefectura de Baoding. Se ubica en la provincia de Hebei, este de la República Popular China. Su área es de 1417 km² y su población total para 2010 fue más de 500 mil habitantes.

## Administración
El condado de Tang se divide en 20 pueblos que se administran en 7 poblados y 13 villas.